# Pfedelbach
Pfedelbach település Németországban, azon belül Baden-Württembergben. Lakosainak száma 9397 fő (2023. december 31.).

## Népesség
A település népessége az elmúlt években az alábbi módon változott:
| Lakosok száma | 4768 | 5375 | 6339 | 6593 | 6811 | 7993 | 8581 | 8959 | 9019 | 9397 |
|               | 1961 | 1968 | 1974 | 1981 | 1987 | 1994 | 2000 | 2007 | 2013 | 2023 |